# 中國管口魚
中國管口魚（学名：Aulostomus chinensis），又稱中華管口魚，為輻鰭魚綱海龙鱼目管口魚科的其中一種。

## 分布
本魚分布於印度太平洋區，包括東非、紅海、留尼旺、模里西斯、馬爾地夫、斯里蘭卡、印度、中國大陆和臺灣岛、日本、菲律賓、印尼、泰國、越南、澳洲、可可群島、薩摩亞群島、關島、馬紹爾群島、帛琉、紐西蘭、庫克群島、法屬波里尼西亞、斐濟、復活節島、厄瓜多、哥倫比亞、加拉巴哥群島、巴拿馬、夏威夷群島等海域。

## 深度
水深3-122公尺。

## 特徵
本魚體呈長桿狀，吻延長呈管狀，下頷有一對鬚。體被細小櫛鱗，體色隨環境變化，從黃色至橘紅或棕色。背鰭與臀鰭相對稱，尾鰭菱形。背鰭硬棘 8-12枚；背鰭軟條24-27枚;臀鰭軟條26-29枚，體長可達80公分。

## 生態
本魚棲息於珊瑚礁區，會以靜止的頭下尾上倒立姿勢，擬態成柳珊瑚或海鞭，以混淆敵人。游泳緩慢，常依附於大魚身旁，屬肉食性，以咽管狀吻部吸食小魚或甲殼類。

## 經濟利用
可食用，多做為觀賞魚。